# بريء في ورطة (مسلسل)
بريء في ورطة مسلسل درامي مصري من إنتاج 1997 تأليف حلمى شفيق (قصة وسيناريو وحوار ) من إخراج مصطفى الشال

## قصة المسلسل
ترتكب جريمة قتل تكون ضحيتها هالة النمس ويكتشف الصحفى سامى توفيق انه كان يبيت بجوار القتيلة وعلى سريرها وداخل شقتها ولايتذكر عن تلك الليلة شئ سوى انه انفصل عن زوجته وتدور الاحداث حتى تنكشف أول خيوط الجريمة والتي على ضوءها يظهر القاتل الحقيقى

## طاقم العمل
أحمد عبد العزيز / جيهان نصر / أحمد دياب / حسن حسني / لطفي لبيب / حسن مصطفى / عايدة عبد العزيز / تهاني راشد/ يوسف داوود / عادل المهيلمي / وفاء عامر / صبري عبد المنعم / ياسر صادق / رشوان توفيق / محمد وفيق / أنجيل آرام